# Hồng Lộc
Hồng Lộc là một xã thuộc huyện Thạch Hà, tỉnh Hà Tĩnh, Việt Nam.
Xã Hồng Lộc có diện tích 20,86 km², dân số năm 1999 là 8373 người, mật độ dân số đạt 401 người/km².
Xã Hồng Lộc gồm 7 thôn: Quan Nam, Thượng Phú, Trường An, Đông Thịnh, Trung Sơn, Yến Giang, Đại Lự